# Segunda República checoslovaca
La Segunda República checoslovaca (en checo: Druhá československá republika; en eslovaco: Druhá česko-slovenská republika) oficialmente la República Checo-Eslovaca (en checo: Česko-Slovenská republika)
existió durante 169 días, entre el 30 de septiembre de 1938 y el 15 de marzo de 1939. Se componía de las regiones históricas de Bohemia, Moravia y Silesia y de las autónomas de Eslovaquia y la Rutenia subcarpática.
La Segunda República resultó de los Acuerdos de Múnich, que forzaron a Checoslovaquia a ceder la región de los Sudetes a Alemania debido a que una parte importante de la población era de origen alemán, así como partes de Eslovaquia y la Rutenia subcarpática al Reino de Hungría. Firmados los acuerdos, Alemania dejó claro que la república era un estado clientelar. Así, los checoslovacos trataron de ganarse el favor de los alemanes ilegalizando el Partido Comunista, expulsando a todos los profesores judíos de los centros educativos y aprobando una ley que permitía al Estado hacerse con las compañías judías. Además, el Gobierno permitió que el control de los bancos fuera compartido con Alemania.
La disolución de la república se produjo con la invasión alemana del 15 de marzo de 1939, que conllevó la adhesión del territorio al Protectorado de Bohemia y Moravia. Ese mismo día, el Gobierno alemán designó al presidente de Checoslovaquia, Emil Hácha, líder del protectorado, cargo que ocupó a lo largo de la Segunda Guerra Mundial.

## Los Acuerdos de Múnich, las cesiones territoriales y la seguridad
Cuatro grandes potencias europeas, Francia, el Reino Unido, Alemania e Italia, firmaron los Acuerdos de Múnich el 29 de septiembre de 1938. El Gobierno checoslovaco decidió no presentarlos a las Cortes, paso necesario para su aprobación oficial de acuerdo a la Constitución. Aunque esto no tuvo consecuencias prácticas en cuanto a su aplicación, fue un gesto para indicar que la situación surgida del pacto de las grandes potencias se consideraba temporal. De todas formas, el pacto muniqués supuso eliminación de Checoslovaquia como rival centroeuropeo de Alemania y el reconocimiento tácito de franceses y británicos de la primacía alemana en el centro del continente.
Uno de los puntos principales del pacto bávaro para los checoslovacos era la promesa de que británicos y franceses de otorgar a Checoslovaquia una garantía de protección del nuevo territorio de la república, que también suscribirían Alemania e Italia cuando hubiesen quedado resueltas las desavenencias con Polonia y Hungría por las minorías respectivas. Si bien británicos e italianos se mostraron dispuestos a conceder la garantía prometida, Alemania evitó todo compromiso y Francia trató de postergar su participación en el nuevo sistema de seguridad checoslovaco.
Tras la aceptación del ultimátum muniqués, el Gobierno del general Syrový tuvo que ceder mil setecientos kilómetros cuadrados de Silesia a Polonia, un territorio con población polaca pero también con ciento treinta y cinco mil habitantes checos.
El 2 de noviembre, por el Primer arbitraje de Viena, Checoslovaquia cedió otros 10 309 kilómetros cuadrados, esta vez a Hungría, que poblaban 853 670 personas (503 980 magiares, 26 157 judíos y 272 145 eslovacos). Esta nueva cesión territorial tampoco acabó con las minorías en esta zona: en Eslovaquia aún quedaron 57 913 húngaros y en Hungría la minoría eslovaca pasó de las 180 000 personas a las 352 145.
Para tratar de obtener la garantía alemana, los checoslovacos aceptaron el 10 de noviembre la cesión de nuevos territorios a Alemania que, sin embargo, se negó a concederla. En total, Checoslovaquia perdió en torno a un 30 % de su antiguo territorio. La extensión de la república se redujo a 99 579 km². La población pasó de los 14 792 000 a los 9 807 000 de habitantes. Bohemia perdió el 37 % de su población y Moravia, el 34,6 %. De los aproximadamente cinco millones de habitantes perdidos, 1 161 616 eran checos y eslovacos y 2 853 838, alemanes. En la república aún quedaron 8 527 154 checos y eslovacos, 512 289 rutenos, 387 880 alemanes, 10 379 magiares, 4157 polacos y 126 310 judíos.
Tras la firma del protocolo berlinés que puso fin a las transferencias de territorios, los checoslovacos volvieron a solicitar a las cuatro potencias que habían rubricado el pacto muniqués que deseaban recibir la garantía de protección de las nuevas fronteras. Alemania rehusó hacerlo indicando que el trazado de la frontera no guardaba relación alguna con el otorgamiento de una garantía para esta. A finales de noviembre, en la conversaciones francobritánicas que se celebraron en París, los británicos trataron de modificar la garantía fronteriza: según estos, solo debía aplicarse si tres de las cuatro potencias así lo decidían, lo que, como subrayaron los representantes franceses, suponía invalidarla, porque en caso de agresión alemana Francia y el Reino Unido no podrían contar con la colaboración de Italia, aliada al agresor. Para finales de año, tanto británicos como franceses trataban de retrasar todo lo posible cumplir su promesa de septiembre, alegando la imposibilidad de proteger a la nueva república y el posible riesgo de enfrentamiento con Alemania que conllevaba. Italia, por su parte, no deseaba comprometerse sin contar con el acuerdo de Berlín, que se negaba a firmar una garantía conjunta y deseaba que Praga se limitase a depender de ella. Los intentos checoslovacos de acelerar la implantación del nuevo acuerdo de seguridad gracias a la intervención del Gobierno romano fueron infructuosos.
La creciente tirantez en las relaciones polaco-alemanas, preludio de la guerra que acabó estallando en septiembre de 1939, hizo que los mandatarios alemanes se inclinasen cada vez más por la eliminación completa de Checoslovaquia, que podía suponer una amenaza militar. En una visita de Hitler al sur de Bohemia el 20 de octubre, este expresó su deseo de incorporar tanto Bohemia como Moravia a Alemania. Al día siguiente, ordenó al Ejército preparar un plan de liquidación de Checoslovaquia, para poder aplicarlo en caso necesario.

## Debilitamiento militar
Los Acuerdos de Múnich trazaron una nueva frontera que no acabó con las minorías: en las tierras cedidas a Alemania había territorios puramente checos. El trazado se realizó de manera que las defensas checoslovacas quedaron desmanteladas y la región occidental de la república quedó a merced de las fuerzas alemanas, que podían ocuparla en cualquier momento. Los checoslovacos no solo perdieron la línea de fortificación fronterizas, sino también el control de las líneas de comunicaciones este-oeste. El 25 de noviembre, un día después de que la república se aviniese a la construcción de una autopista extraterritorial entre Breslavia y Viena, se acordó una nueva frontera aún más favorable a Alemania que la trazada el 5 de octubre.

Por insistencia alemana, la república redujo las Fuerzas Armadas: licenció a los reclutas de cultura alemana, destituyó al jefe del Estado Mayor, redujo en número de oficiales y suboficiales y se preparó para recortar el número de divisiones de veinticuatro a catorce. El 25 de enero, el Gobierno concedió permiso a los alemanes para que sus unidades militares empleasen las líneas férreas checoslovacas.

Las pérdidas territoriales checoslovacas y las fronteras de la nueva república federal checo-eslovaca.

## Política exterior
Checoslovaquia abandonó toda iniciativa en política exterior y se centró únicamente en mantener buenas relaciones con Alemania y en obtener las garantías que se le habían prometido en los Acuerdos de Múnich. Los intentos checoslovacos de forjar nuevas alianzas y de conservar al tiempo buenas relaciones con Francia y el Reino Unido fracasaron: los aliados del Reich no se mostraron interesados en mejorar las relaciones con la nueva república y el prestigio de franceses y británicos se había desvanecido por su actuación en la crisis de Múnich. Los esfuerzos checoslovacos por aplacar a Alemania tampoco fructificaron: la dimisión de Edvard Beneš resultó inútil y el mismo día de su cese los alemanes obtuvieron nuevos territorios de la república.
La dirección de la política exterior del país quedó en manos de un oportunista, el nuevo ministro František Chvalkovský, que había establecido buenas relaciones con los italianos que pensaba podría emplear para mejorar las relaciones con Alemania. Antiguo embajador en Roma y Berlín, se lo consideraba filogermano. De inmediato tras conocer su nombramiento, cuando aún se hallaba en Roma, Chvalkovský solicitó una entrevista con Ribbentrop y con Hitler, que obtuvo. El nuevo ministro de Asuntos Exteriores aseguró a los alemanes que Checoslovaquia no tenía nada en común con Francia y que se disponía a mudar por completo la política exterior de la república. Las entrevistas tuvieron lugar el 13 y 14 de octubre; los alemanes quedaron satisfechos con la actitud de Chvalkovský, pero no hicieron concesión alguna y amenazaron con eliminar Checoslovaquia si percibían cualquier acto hostil de esta.
A mediados de diciembre de 1938 los franceses trataron de realizar un acercamiento a los checoslovacos que, escarmentados por la crisis de septiembre, lo rechazaron de plano. En noviembre se anuló la misión militar francesa, que había llegado a Checoslovaquia en 1919. El mismo mes, los franceses vendieron sus participaciones en la importante empresa armamentística Škoda, que habían adquirido en 1919, a un consorcio checoslovaco, alegando que no deseaban participar ya en una empresa que producía armas para Alemania. Los checoslovacos habían tratado de vender sus existencias de armamento pesado a Francia, el Reino Unido y Rumanía, para evitar que cayese en manos alemanas, aunque tanto británicos como franceses mostraron escaso interés por adquirir las armas, convencidos de que la guerra no estallaría hasta 1941.
El mes anterior, una delegación polaca acudió a Praga para tratar de mejorar la relación entre los dos países, objetivo importante para los polacos, que ya consideraban inevitable un conflicto con Alemania; la misión fracasó. Las relaciones con la Unión Soviética también empeoraron y Chvalkovský evitaba reunirse con el embajador soviético.
Las decisiones de política exterior quedaron en manos de una reducida camarilla, formada por el presidente del Gobierno Rudolf Beran, Chvalkovský y Jiří Havelka, ministro y hombre de confianza del presidente de la república Emil Hácha. Ni el Consejo de Ministros ni el Parlamento trataron los asuntos exteriores, por temor a que los debates se filtrasen a Alemania. Por su parte, los ministros eslovacos llevaban a cabo sus propias relaciones exteriores, sin contar con el Gobierno de Praga. Estos intentaron influir la política exterior de la república sin éxito, tratando de abrogar el tratado de alianza con la Unión Soviética y criticando la Sociedad de Naciones.
En noviembre, Alemania reclamó nuevos territorios.

## Democracia y autoritarismo
El 6 de octubre, el presidente Edvard Beneš dimitió, acto que dio comienzo al proceso de desaparición de la primera República checoslovaca y al surgimiento de la segunda, federal. Tres días más tarde, el nuevo ministro para Eslovaquia, Josef Tiso, prohibió en esta el partido comunista. Pocos días después lo fue también en la Rutenia subcarpática; en Bohemia y Moravia, el partido comenzó a pasar a la clandestinidad el 20 de octubre.
La presión extranjera impelió al abandono del sistema democrático y a la implantación de un modelo de gobierno autoritario, primero de manera lenta y, a partir de principios de 1939, a mayor velocidad. El 28 de diciembre de 1938 se prohibió el partido comunista y se expulsó a los diputados y senadores del partido de las Cámaras. El Ayuntamiento de Praga, núcleo de los partidarios del antiguo presidente Edvard Beneš, detestados por los alemanes, fue disuelto. Con cierta renuencia, se aprobaron algunas medidas antisemitas, para complacer a Alemania.
El sistema checoslovaco de partidos, caracterizado por el gran número de formaciones políticas, cambió radicalmente: surgieron dos partidos principales, el de derecha y principal, el Partido de Unidad Nacional, encabezado por Rudolf Beran, presidente hasta entonces del Partido Agrario, y el de izquierda (Partido Obrero Nacional), menor e incapaz de disputar al anterior el poder. El primero surgió en noviembre mediante la unión de cinco antiguas formaciones de centro y derecha; contrario al totalitarismo, sí aprobó en cambio un programa favorable al corporativismo. El segundo agrupaba a los socialistas y algunos miembros del Partido Nacional Social de Edvard Beneš.
Se prohibió la prensa que criticase al Reich o a Hitler, se permitieron las actividades del partido nazi y la exhibición de banderas con la cruz gamada. La embajada alemana trató de controlar la prensa checoslovaca y a los corresponsales extranjeros que informaban de la situación desde el país. El Gobierno, temeroso de que las críticas de la prensa suscitasen nuevas crisis políticas, la sometió la censura.
En Eslovaquia, el 8 de noviembre se creó un partido único, el Partido de la Unión Nacional Eslovaca y se comenzó a limitar la expresión de la oposición política. Paulatinamente, la Guardia de Hlinka, la organización paramilitar del PPE, asumió las tareas de la policía. Desde el 19 de noviembre, tanto Eslovaquia como la Rutenia subcarpática formaron entidades autónomas dentro del Estado —en la práctica, la autonomía había comenzado el 11 de octubre—. El 22 de noviembre se aprobó la nueva Constitución, que confirmó la nueva estructura tripartita de la república federal checo-eslovaca.
El 30 de noviembre, asumió la presidencia del país, convertido ya en federación checo-eslovaca desde la aprobación parlamentaria unánime del 18 del mismo mes, Emil Hácha, presidente del Tribunal Supremo. Esta contaba con el respaldo de los dos nuevos partidos checoslovacos, que habían acordado respaldarlo en la votación. En seguida confirmó a Tiso en su cargo de presidente del Gobierno autónomo eslovaco y nombró un nuevo Consejo de Ministros nacional, que presidió Rudolf Beran. La nueva estructura ministerial era compleja y reflejaba la nueva estructura federal: a los cuatro ministros del Gobierno central propiamente dicho (los de Defensa, Asuntos Exteriores, Estado y Finanzas), se unían los de tres departamentos (uno checo, otro eslovaco y un tercero ruteno). El 14 de diciembre, Beran solicitó al Parlamento plenos poderes durante dos años, que le fueron concedidos.
El 18 de diciembre se celebraron las primeras elecciones a la Dieta autónoma eslovaca. A los comicios, no democráticos, se presentó una lista única que recibió el 99 % de los votos. De los sesenta y tres diputados, cuarenta y ocho pertenecían al PPE. La influencia del Gobierno central en la región menguó notablemente.

## Economía
La gran pérdida de territorios y población no produjo una crisis económica notable. Checoslovaquia perdió en torno al 40 % de su capacidad industrial, en especial en industria ligera. Las principales pérdidas de recursos fueron parte de la producción de hulla (cedió el 54,7 % de sus depósitos) y lignito (el 93,2 %) y de la industria del vidrio. Tuvo que ceder el 17 % de la producción de hierro. También se quedó sin gran parte de la industria textil (que se redujo en un 60,6 %), la mitad de la producción de papel, un cuarto de la de cerveza, un cuarto de la fruta y otro tanto de los bosques. Tanto los principales cereales como la cabaña ganadera y muchas de las industrias no sufrieron pérdidas que impidiesen el abastecimiento del país. El paro, sin embargo, creció durante los escasos meses que pervivió la segunda república, debido tanto a la aparición de refugiados surgidos de los territorios cedidos como por la cesión de algunas industrias. Para paliarlo, el Gobierno comenzó las obras de la autovía Breslavia-Viena, estableció campos de trabajo, suprimió parte del empleo femenino para dar trabajo a los refugiados e implantó un servicio de trabajo obligatorio. Se creó además un organismo para asentar a los refugiados, facilitar su vuelta al trabajo y también la emigración de parte de ellos; en enero de 1939, unos doce mil residían aún en campos improvisados y otros cuatro mil habían emigrado, de un total de unos ciento cuarenta y seis mil que habían dejado sus hogares para permanecer en la república.
Otra de las consecuencias de la crisis política fue la reducción de los ingresos del Estado, aproximadamente de un 40 %; el Gobierno optó por solicitar un crédito de treinta millones de libras esterlinas en el Reino Unido. Lo obtuvo en parte —un adelanto de diez millones—, pero con la condición de emplear la mayor parte de él para facilitar la emigración de los refugiados judíos, cuando el Gobierno checoslovaco deseaba emplearlo en mejorar la situación económica. La buena disposición inicial de británicos y franceses a conceder empréstitos cambió además rápidamente: los países creían que la nueva Checo-Eslovaquia quedaría pronto totalmente dominada por Alemania y el dinero que prestasen acabaría finalmente controlado por esta. En noviembre y diciembre de 1938, el Reino Unido y Francia optaron por fin por no otorgar nuevos créditos. En total, estos dos países otorgaron dieciséis millones de libras en ayudas a la república: la mitad como donativos a fondo perdido para ayuda a los emigrantes, la otra mitad, principalmente para ayudar al resto de refugiados. Lo destinado a la mejora de la situación económica fue mínimo.
En la reunión de enero entre el ministro de Asuntos Exteriores checoslovaco y los mandatarios alemanes, estos insistieron en que Chevoslovaquia cediese de inmediato parte de sus reservas de oro al Reich, que contaba con divisas insuficientes. Las negociaciones entre los bancos centrales de los dos países se celebraron entre el 26 de febrero y el 4 de marzo; el 9 y 10 de este último mes, el Banco Checoslovaco transfirió a su equivalente alemán 465,8 millones de coronas en oro y 15,2 millones en divisas.

## Crisis eslovaca y situación de Rutenia
Los nacionalistas eslovacos se apoyaron en el partido de la minoría alemana en la región, el reconstituido Partido Alemán (Deutsche Partei), nuevo nombre del Partido Alemán Carpático, prohibido por las autoridades el 5 de octubre pero reaparecido con el nuevo nombre cuatro días después, para mantener contactos con Alemania. En los meses que siguieron a los Acuerdos de Múnich, Alemania prefirió, sin embargo, favorecer la autonomía eslovaca a tener que sostener una nueva república independiente, sin descartar empero esta posibilidad para el futuro. Los alemanes se limitaron a adoptar una posición vaga frente a los contactos con los representantes eslovacos hasta la visita del ministro de Asuntos Exteriores checoslovaco en enero de 1939, sin comprometerse.
El 6 de octubre, el comité ejecutivo del Partido Popular Eslovaco (PPE) se reunió en Žilina y aprobó el «manifiesto de Žilina», en el que exigía la autodeterminación de los eslovacos, se proclamaba único representante legítimo de la nación eslovaca, indicaba su intención de luchar contra la ideología «judeo-marxista» y exigía la asunción de los poderes ejecutivo y legislativo en la región. Ante la pasividad del Gobierno central y con el acuerdo de todos los partidos salvo de los socialdemócratas y comunistas, se adoptó la propuesta de reforma constitucional del PPE del 5 de junio; el Consejo de Ministros, presidido por el general Jan Syrový, nombró a Josef Tiso primer ministro del nuevo Gobierno autonómico eslovaco. Los ministros quedaban incluidos también en el Gobierno central, que conservaba las competencias de defensa, asuntos exteriores y de algunos aspectos financieros. Por entonces el PPE, privado de su fundador que había fallecido poco antes, se dividía principalmente en dos corrientes: la autonomista encabezada por Tiso y Karol Sidor, y la independentista cuyos principales representantes eran Ďurčanský y Vojtech Tuka.
Para los alemanes, la Rutenia subcarpática, deseada por Hungría como nexo con Polonia, debía permanecer en el seno de la nueva Checo-Eslovaquia al menos temporalmente, para evitar precisamente la creación de una frontera común entre polacos y húngaros y cualquier veleidad de alianza contra Berlín.
El 2 de noviembre y tras el fracaso de las negociaciones entre los delegados húngaros y los eslovacos, Alemania e Italia impusieron el documento que puso fin a las estériles conversaciones, en las que el Gobierno de Praga apenas participó, y que fijó nuevas fronteras entre Hungría y Checo-Eslovaquia. Francia y el Reino Unido, excluidas del arbitraje, no protestaron.

## Fin de la república
A finales de enero de 1939, Hitler ordenó a los servicios secretos alemanes que se preparase la liquidación de Checoslovaquia y el establecimiento de una Eslovaquia independiente, que consideraba necesarios para enfrentarse sin peligro a Polonia. En febrero recibió a Vojtech Tuka a quien, aunque no desempeñaba cargo oficial alguno, los alemanes tenían por el más indicado para organizar la independencia eslovaca. Poco después, sin embargo, prefirieron apoyarse en Tiso, dado el escaso respaldo con el que contaba Tuka en Eslovaquia.
En Rutenia aumentó también la tensión a finales de enero y principios de febrero y hubo choques fronterizos entre patrullas checoslavacas y comandos húngaros. Tanto Alemania como Italia rechazaban aún las ambiciones magiares de apoderarse de la región y defendían la validez de las fronteras trazadas en el Primer arbitraje de Viena. Los intentos de Gobierno central de acabar con la inestabilidad en la provincia y de eliminar del regional a los nacionalistas ucranianos, que con su propaganda estaban creando tensiones con Polonia, temerosa del efecto de esta en su notable minoría ucraniana, resultaron estériles. El Gobierno de Praga únicamente logró imponer al primer ministro regional el 6 de marzo, momentos antes del desmembramiento de la república.
Entre el 25 de febrero y el 3 de marzo, la delegación eslovaca enviada por Tiso a Berlín para tratar asuntos económicos sin el conocimiento del Gobierno central de Praga se centró en realidad en los políticos: los alemanes insistían en que Eslovaquia declarase la independencia antes de recibir ayuda económica del Reich. El 1 de marzo, el ministro de Transporte y partidario de la independencia, Ferdinand Ďurčanský, fue recibido por Ribbentrop, que le comunicó la disposición alemana a garantizar las fronteras de Eslovaquia si esta proclamaba la independencia. Pese a que los mandatarios eslovacos propendían cada vez más a la independencia, no deseaban proclamarla de inmediato y el 6 de marzo emitieron un comunicado en el que se mostraban satisfechos con la autonomía. Los elementos más moderados, agrupados en torno a Tiso, temían además la influencia alemana y trataron de contrarrestarla estableciendo contactos con Polonia, de la que esperaban protección frente a la amenaza de anexión húngara. Para presionar a los eslovacos, el gobernador de Austria, Arthur Seyß-Inquart, acudió a Bratislava el 7 de marzo y recomendó abandonar toda moderación y proclamar la independencia. El Gobierno checoslovaco, que se había enterado de las conversaciones de los eslovacos con alemanes y polacos, perdió la confianza en Tiso y lo convocó a la capital; este no acudió y solo llegaron a Praga un par de ministros autonómicos.
El 10 de marzo, el Ejército aseguró la destitución de Tiso, decidida por el Gobierno central. El empleo de las Fuerzas Armadas se debió principalmente al deseo de evitar la oposición de la Guardia de Hlinka. El cambio de Gobierno se hizo sin apenas resistencia y con escasa violencia; las autoridades detuvieron a los principales opositores eslovacos. La presidencia del Gobierno autonómico pasó a Karol Sidor, que la aceptó con condiciones.
El 13 de marzo, Tiso se entrevistó con Hitler en Berlín, quien le ofreció respaldar la independencia eslovaca; la Dieta autonómica la proclamó al día siguiente. La tarde del 14 el presidente Hácha acudió también a Berlín y aceptó que Bohemia y Moravia quedasen como protectorado de Alemania —para entonces Hungría se había apoderado de la Rutenia subcarpática—.